# 海番鸭刺缘吸虫
海番鸭刺缘吸虫（学名：Acanthoparyphium kurogamo）为棘口科刺缘属的动物。分布于日本以及中国大陆的福建等地，营寄生生活，宿主黑腹滨鹬、海番鸭、斑背潜鸭以及寄生在肠中。